# أرتور خوسيه أيوب
أرتور خوسيه أيوب (بالإسبانية: Arturo Elías Ayub Slim)‏ هو شخصية أعمال مكسيكي، ولد في 27 أبريل 1966 في مدينة مكسيكو في المكسيك.